# 1978年法國立法選舉
1978年法國立法選舉在1978年3月12日和19日舉行，選舉法蘭西第五共和國的第六屆國民議會成員。雖然右派勢力在這次選舉出現分裂，但戴高樂主義政黨保衛共和聯盟在這次選舉獲得了183個議席，取得最大政黨地位。這次選舉也是2007年法國立法選舉之前，法國最後一次有政黨聯盟連續兩次贏得立法選舉勝利。